# Procaris
Procaris is een geslacht van kreeftachtigen uit de klasse van de Malacostraca (hogere kreeftachtigen).

## Soorten
- Procaris ascensionis Chace & Manning, 1972
- Procaris chacei C.W.J. Hart & Manning, 1986
- Procaris hawaiana Holthuis, 1973
- Procaris mexicana von Sternberg & Schotte, 2004
- Procaris noelensis Bruce & Davie, 2006